# Gina Marie Tolleson
Gina Marie Tolleson, född 1970 i Spartanburg i South Carolina, är en amerikansk fotomodell och skönhetsdrottning som vann Miss World 1990. Hon var 1994–1999 gift med Alan Thicke.